# مغزت را منفجر می‌کنم (موآه)
«مغزت را منفجر می‌کنم (موآه)» (انگلیسی: Blow Your Mind (Mwah)) ترانه‌ای از خواننده انگلیسی دوآ لیپا است که جزو اولین آلبوم استودیویی اش محسوب می‌شود. این ترانه توسط لیپا در کنار لورن کریستی نوشته شده و تهیه‌کننده آن جان لوین است. این آهنگ برای بارگیری و پخش دیجیتال از طریق برادران وارنر رکورد مورد استفاده قرار گرفته‌است. این یک آهنگ الکتروپوپی و نیو دیسکو است که دارای تراپیکال هاوس مومباتان و چمبره است.

## موسیقی و شعر
«مغزت را منفجر می‌کنم» یک آهنگ الکتروپاپ و نو-دیسکو با ضربان‌های محکم است که دارای تراپیکال هاوس هم است. همچنین این ترانه به مدت ۲ دقیقه و ۵۸ ثانیه اجرا می‌شود.